# Manierismo nórdico

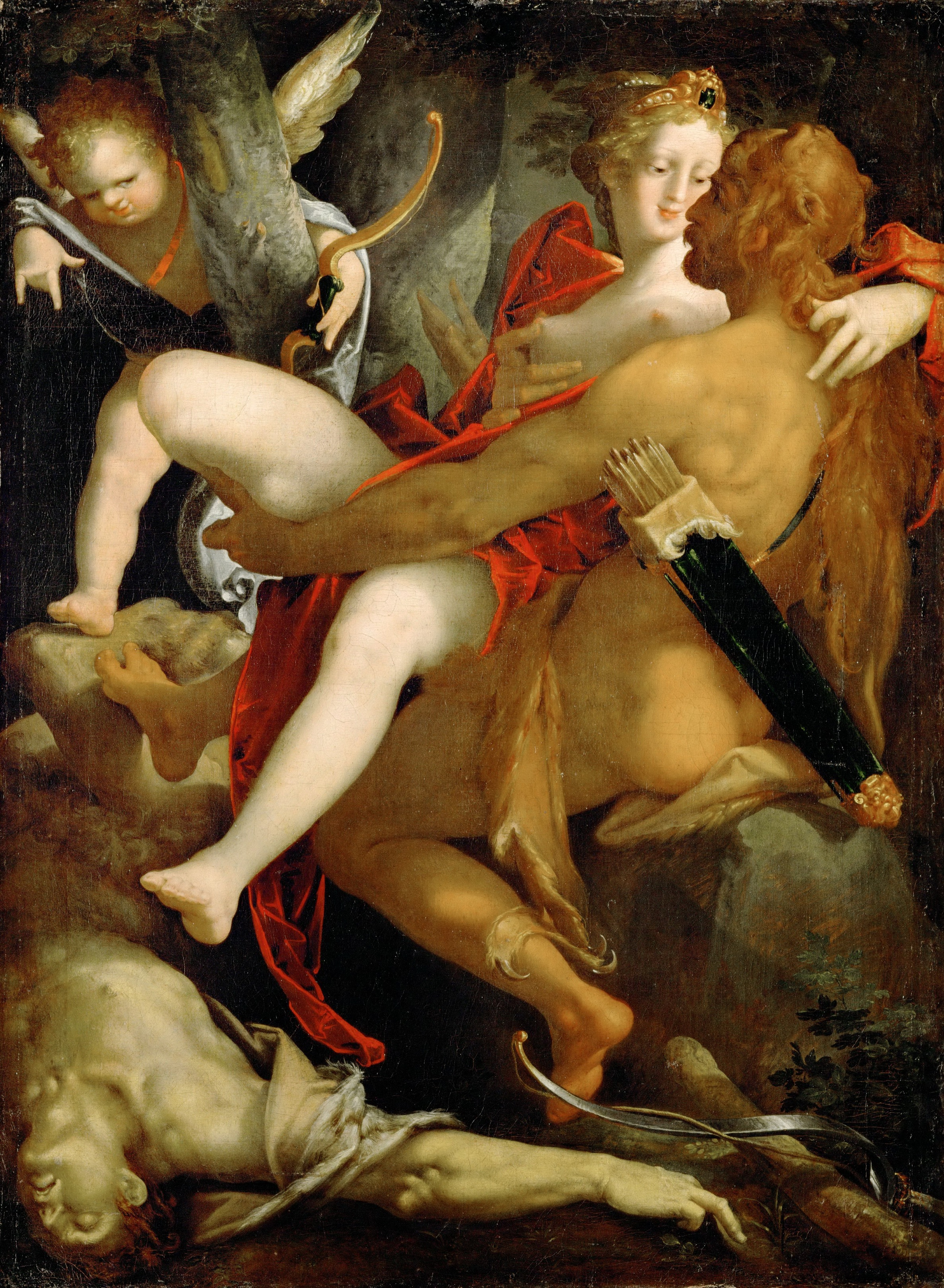
Bartholomeus Spranger, Hércules, Deyanira y Neso (1580-1585)

El manierismo nórdico es el término en la historia del arte para las versiones del manierismo practicado en las artes visuales al norte de los Alpes en el siglo XVI y principios del siglo XVII. Estilos que derivan ampliamente del manierismo italiano se encuentran en los Países Bajos y en otros lugares desde alrededor de mediados de siglo, especialmente la decoración manierista en arquitectura; este artículo se concentra en aquellos tiempos y espacios donde el manierismo septentrional generó su obra más original y distintiva
Los tres centros principales del estilo estuvieron en Francia, especialmente en el período 1530-1550, en Praga desde 1576, y en los Países Bajos desde los años 1580 —las primeras dos fases muy determinadas por el mecenazgo real. En los últimos quince años del siglo el estilo, por entonces ya pasado de moda en Italia, fue difundido por todo el norte de Europa, divulgado en gran parte a través de grabados. 
En la pintura tendió a retroceder rápidamente en el nuevo siglo bajo la nueva influencia de Caravaggio y el Barroco temprano, pero en arquitectura y las artes decorativas, su influencia se sostuvo durante más tiempo.

## Contexto

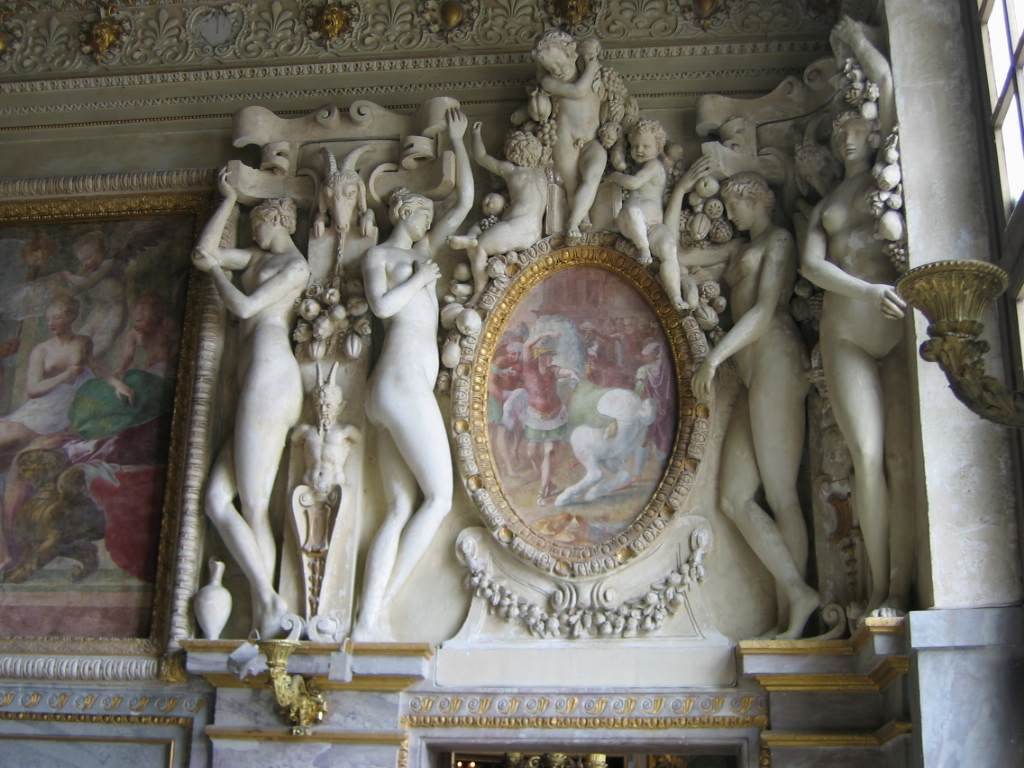
Moldura ornamental por encima de una puerta, realizada en estuco, en Fontainebleau, diseñado probablemente por Primaticcio, que pintó la inserción oval.

El sofisticado arte del manierismo italiano comienza durante el Alto Renacimiento de los años 1520 como un desarrollo, una reacción en contra, y/o un intento de superar, los logros serenamente equilibrados de aquel estilo. Como explica el historiador del arte Henri Zerner: «El concepto de manierismo—tan importante para la crítica moderna y notablemente al gusto renovado por el arte de Fontainebleau—designa un estilo en oposición al clasicismo del Renacimiento italiano encarnado sobre todo por Andrea del Sarto en Florencia y Rafael en Roma».
El Alto Renacimiento era un fenómeno puramente italiano, y el manierismo italiano exigió tanto artistas y un público altamente formado en los precedentes estilos renacentistas, cuyas convenciones eran a menudo abiertamente desobedecidos en una moda de complicidad. En Europa septentrional, sin embargo, tales artistas, y semejante público se encontraban con dificultad. El estilo predominante seguía siendo gótico, y diferentes síntesis de este estilo y los italianos se hicieron en las primeras décadas del siglo XVI por los artistas más conscientemente internacionales como Alberto  Durero, Hans Burgkmair y otros en Alemania, y la escuela cuyo nombre lleva a confusión, manierismo de Amberes. de hecho no relacionada, y precedente del manierismo italiano. El Romanismo se vio más limpiamente influido por el arte italiano del Alto Renacimiento, y aspectos del manierismo y muchos de los mejores exponentes habían viajado a Italia. La pintura de los Países Bajos ha sido generalmente la más avanzada del Norte de Europa desde antes de 1400, y los mejores artistas neerlandeses eran mejores que los de otras regiones para mantenerse al nivel de los logros italianos, aunque yendo a la zaga en la distancia.
Para cada una de las sucesivas generaciones de artistas, el problema se hizo mucho más grave, pues gran parte de la obra septentrional siguió asimilando gradualmente aspectos del estilo renacentista, mientras que el arte italiano más avanzado se había desplazado hacia un mundo de satisfacción afectada y complejidad, que debe haber parecido otro mundo, pero que disfrutó de una reputación y un prestigio que no podían ignorarse.

## Francia

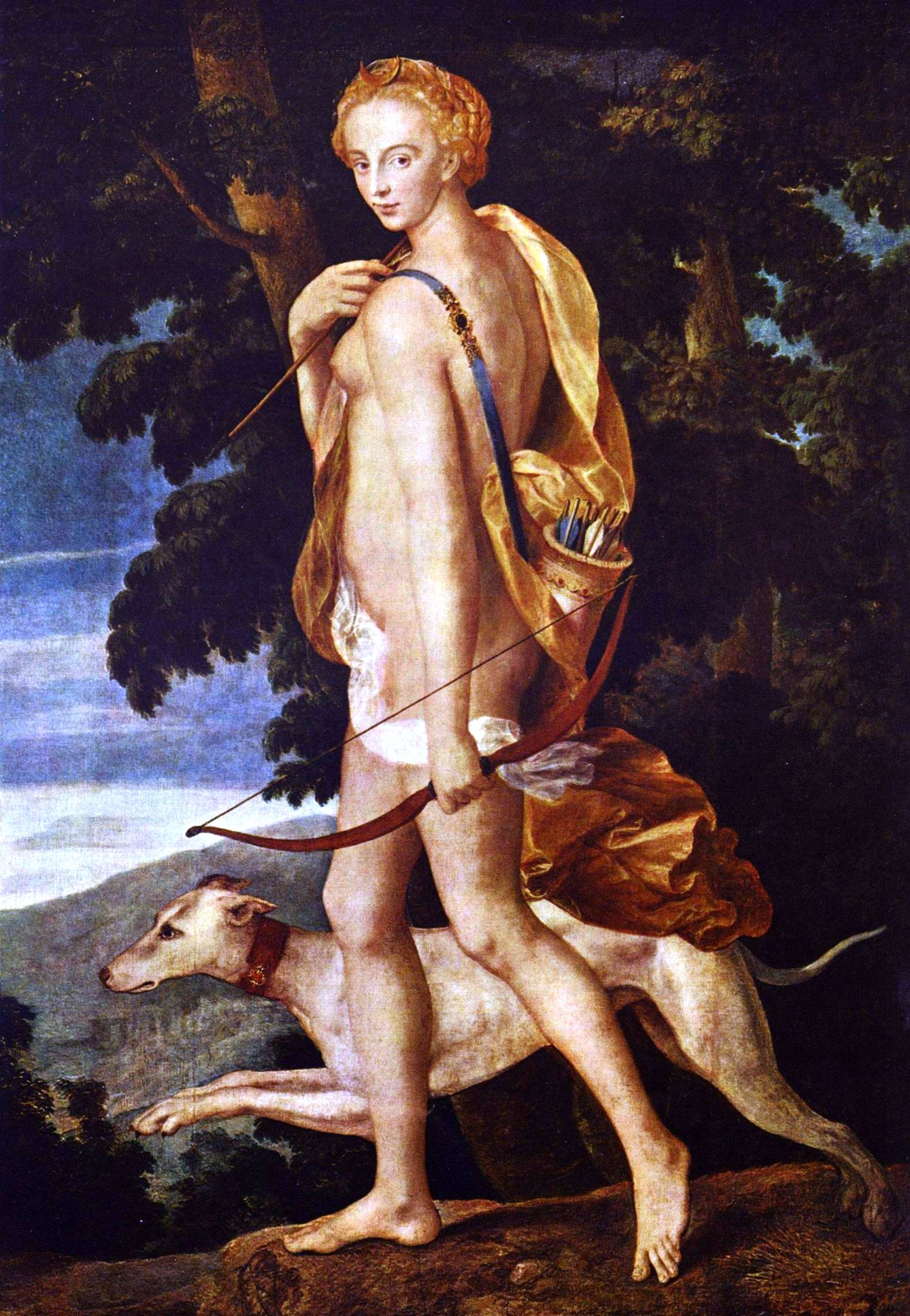
Diana, Escuela de Fontainebleau.

Francia recibió una inyección directa del estilo italiano en la forma de la primera Escuela de Fontainebleau, donde desde 1530 trabajaron varios artistas florentinos de calidad para decorar el palacio de Fontainebleau, con algunos ayudantes franceses. Los más destacados fueron: Rosso Fiorentino (Giovanni Battista di Jacopo de' Rossi) (1494-1540), Francesco Primaticcio (c. 1505-1570), Niccolò dell'Abbate (c.1509-1571), y todos ellos permanecieron en Francia hasta la muerte. Esta conjunción logró generar un estilo francés nativo con fuertes elementos manieristas que luego fue capaz de desarrollarse por sí mismo. Jean Cousin el Viejo, por ejemplo, produjo pinturas, como Eva Prima Pandora y Caridad, que, con sus desnudos alargados y sinuosos, bebían palpablemente de los principios artísticos de la escuela de Fontainebleau. El hijo de Cousin, Jean el Joven, la mayor parte de estas obras no han sobrevivido, y Antoine Caron ambos siguieron en esta tradición, produciendo una versión agitada de la estética manierista en el contexto de las Guerras de religión francesas. La iconografía de obras figurativas era en su mayor parte mitológica, con gran énfasis en Diana, diosa de la caza que era la función original de Fontainebleau, y el mismo nombre que la amante y musa del rey Enrique II Diana de Poitiers y una gran cazadora ella misma. Su atlética figura, delgada y de largas piernas «quedó fijada en el imaginario erótico».
Otros lugares de Europa Septentrional no tuvieron la ventaja de un contacto tan intenso con artistas italianos, pero el estilo manierista se hizo presente a través de las láminas y los libros, las adquisiciones de obras italianas por los gobernantes y otros, viajaron a Italia, y los artistas italianos individuales trabajando en el Norte.
Gran parte de la importante obra en Fontainebleau se hizo en forma de relieves de estuco, a menudo ejecutados por artistas franceses según dibujos de los italianos (y luego reproducidos en grabados), y el estilo de Fontainebleau afectó a la escultura francesa más fuertemente que la propia pintura francesa. Los grandes marcos de estuco que dominan sus pinturas de inserción con marcados altorrelieves de lazos de cuero, ristras de fruta, y figuras parecidas a ninfas, fueron muy influyentes en el vocabulario de la decoración manierista por toda Europa, divulgadas por libros y grabados de ornamentos por Androuet du Cerceau y otros—Rosso parece haber sido el originador del estilo. La misteriosa y sofisticada porcelana de Saint-Porchaire, de la que sólo sobreviven alrededor de sesenta piezas, trajeron una estética similar a la cerámica.
Aparte del mismo palacio de Fontainebleau, otros edificios importantes decorados en el estilo fueron el castillo de Anet (1547-1552), construido por Philibert de l'Orme para Diana de Poitiers, la amante del rey Enrique II, y partes del Palacio del Louvre El mecenazgo de Catalina de Médicis sobre las artes promovieron el estilo manierista excepto en el retrato, y sus fiestas cortesanas fueron las únicas que se dieron con regularidad en el norte de Europa que podían rivalizar con los intermedios y entradas de la corte de los Médicis en Florencia todos los cuales se basaban intensamente en las artes visuales. Después de un interludio cuando el trabajo de Fontainebleau se abandonó en el punto álgido de las Guerras de Religión Francesas, se formó una «Segunda Escuela de Fontainebleau» con artistas locales en los años 1590.

## Praga bajo Rodolfo II

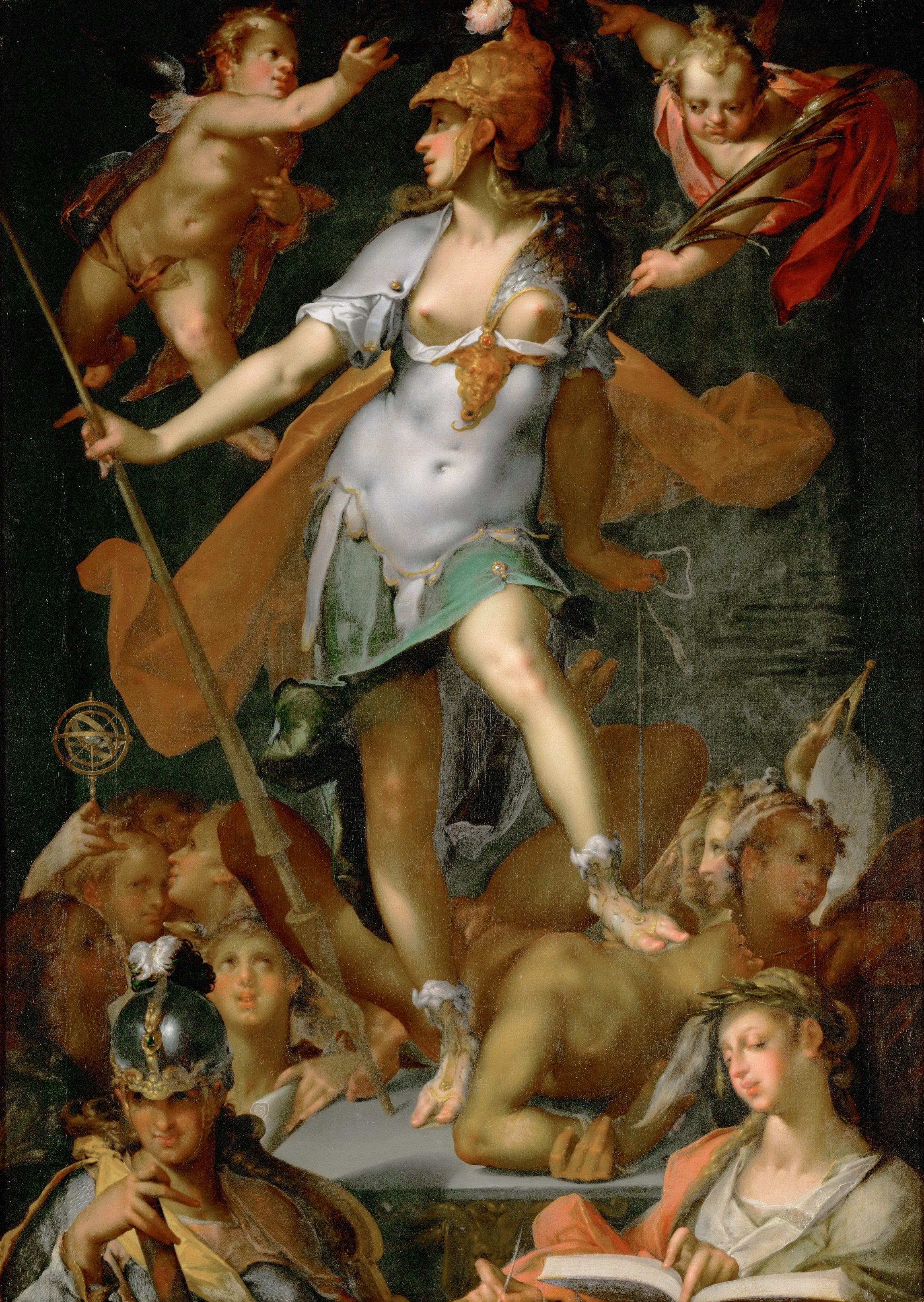
Bartholomeus Spranger, Minerva triunfa sobre la Ignorancia (1591), «un asombroso maquillaje ... [Minerva] nunca parece tan glamurosa en ningún otro lugar».

El emperador Maximiliano II (r. 1564-1576), quien hizo de Viena su capital, tenía gustos humanistas y artísticos, y fue mecenas de varios artistas, los más famosos Giambologna y Giuseppe  Arcimboldo cuyos retratos de fantasía realizados con objetos eran ligeramente más serios en el mundo de la filosofía del Renacimiento tardío de lo que hoy parecen. A finales de su reinado ideó un proyecto para un nuevo palacio y justo antes de que muriera el joven pintor flamenco Bartholomeus Spranger había sido llamado desde Roma, donde había tenido una carrera exitosa. El hijo de Maximiliano  Rodolfo II fue un mecenas aún mejor que su padre, y Spranger nunca abandonó su servicio. La corte pronto se trasladó a Praga más seguro respecto a las invasiones turcas regulares, y durante su reinado de 1576-1612, Rodolfo iba a convertirse en un coleccionista obsesivo de arte antiguo y moderno, mezclando sus artistas con los astrónomos, relojeros, botánicos y «magos,alquimistas y cabalistas» que Rodolfo también reunió a su alrededor.
Las obras de la Praga de Rodolfo estaban muy bien acabadas y refinadas, siendo la mayor parte de las pinturas relativamente pequeñas. El alargamiento de las figuras y poses asombrosamente complejas de la primera ola del manierismo italiano fueron continuadas, y la distancia elegante de las figuras de Bronzino fue mediado a través de las obras del ausente Giambologna quien representaba el ideal del estilo.

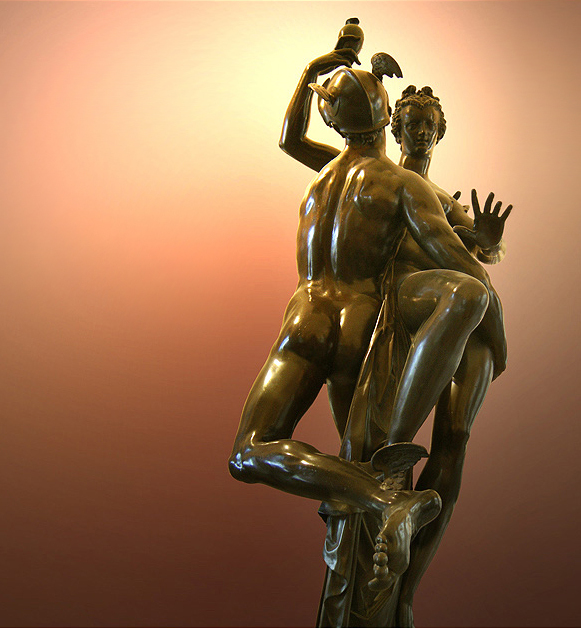
Adriaen de Vries, bronce de Mercurio y Psique a tamaño real realizado en 1593 para Rodolfo.

Los grabados fueron esenciales para difundir el estilo por Europa, Alemania y los Países Bajos en particular, y algunos grabadores, como los más grandes de la época, Hendrick Goltzius trabajaron a partir de dibujos remitidos desde Praga. mientras otros, como Aegidius Sadeler II quienes vivieron en la casa de Spranger habían sido tentados por la misma ciudad. Rodolfo también encargó obras en Italia, sobre todo de Giambologna a quienes los Médicis no le dejaban abandonar Florencia y cuatro grandes alegorías mitológicas fueron enviadas por Paolo Veronés La influencia del emperador afectó al arte de otras cortes alemanas, especialmente Múnich y Dresde donde tenía su sede el orfebre y artista Johann Kellerthaler.
Rodolfo estaba relativamente poco interesado en la religión y «en la Praga de Rodolfo II se produjo una explosión de imaginería mitológica que no se había visto desde Fontainebleau». Las diosas estaban normalmente desnudas, o casi, y prevalecía una atmósfera más abierta de erotismo que lo que se encontraba en la mayoría de las obras mitológicas del Renacimiento, reflejando evidentemente los «especiales intereses» de Rodolfo.
La figura dominante era Hércules, identificado con el emperador, como antes había ocurrido con los monarcas Habsburgo precedentes y Valois. Pero los otros dioses no fueron abandonados; sus conjunciones y transformaciones tenían significado en el neoplatonismo renacentista y el hermetismo que se tomaban más en serio en la Praga de Rodolfo que en ninguna otra corte renacentista. Parece, sin embargo, que las alegorías pintadas de Praga no contienen significados complejos muy específicos, ni recetas escondidas de alquimia. Giambologna frecuentemente eligió, o permitió que alguien más eligiera, un título para sus esculturas después de su finalización; para él lo que importaban eran sólo las formas.

## Manierismo de los Países Bajos

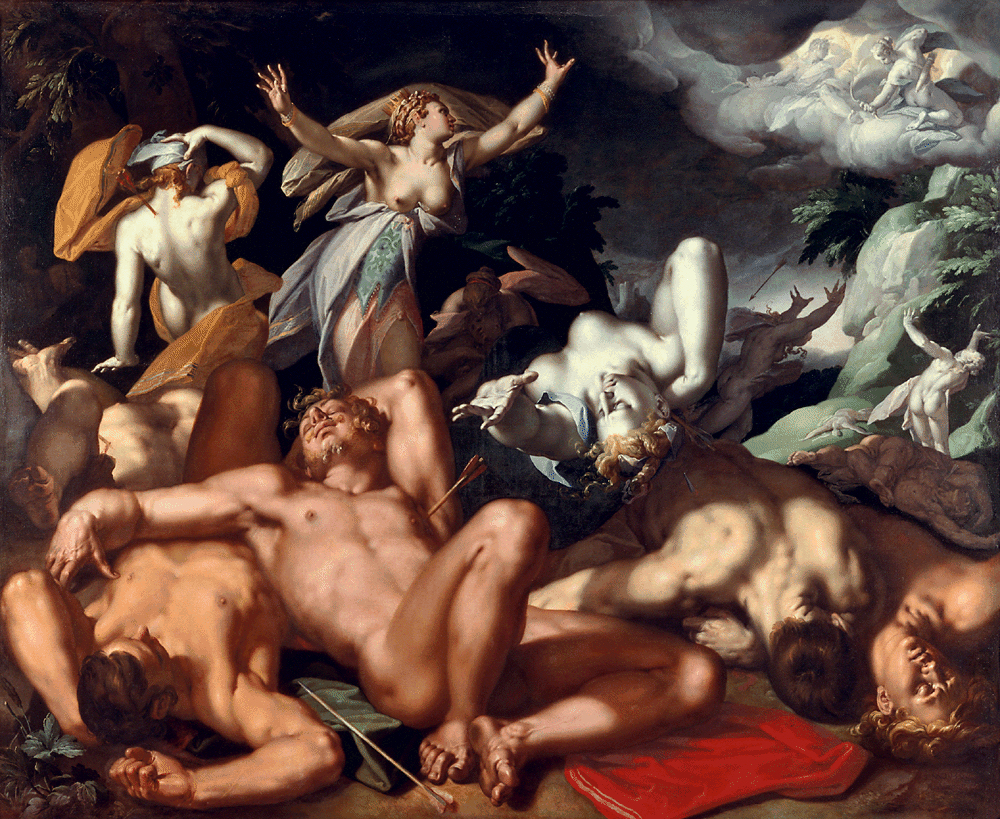
Abraham Bloemaert, Níobe llorando a sus hijos (1591)

Mientras que los artistas tanto de Fontainebleau como de Praga en su mayor parte llegaron a un entorno tan agradable en términos intelectuales y físicos que permanecieron allí hasta el final de sus vidas, para los artistas de la última fase neerlandesa del movimiento manierista fue muy a menudo una fase por la que pasaron antes de avanzar hacia un estilo influido por Caravaggio
Para Hendrick Goltzius, el grabador más grande de la época, su fase más manierista desarrollada bajo la influencia de Spranger sólo duró cinco años, entre 1585 —cuando grabó su primera lámina imitando algunos dibujos de Spranger traídos de Praga por Karel van Mander— hasta su viaje a Roma en 1590, del que «regresó siendo otro artista. Desde entonces en adelante ya no hizo más grabados siguiendo los caprichos de Spranger. Los desnudos de hombres con monstruosas musculaturas y mujeres de formas alargadas con cabecitas... fueron reemplazados por figuras con proporciones y movimientos más normales». La obra de Spranger «tuvo un efecto amplio e inmediato en los Países Bajos septentrionales», y el grupo conocido como los «manieristas de Haarlem», principalmente Goltzius, van Mander y Cornelis van Haarlem fue igualado por artistas de otras ciudades.

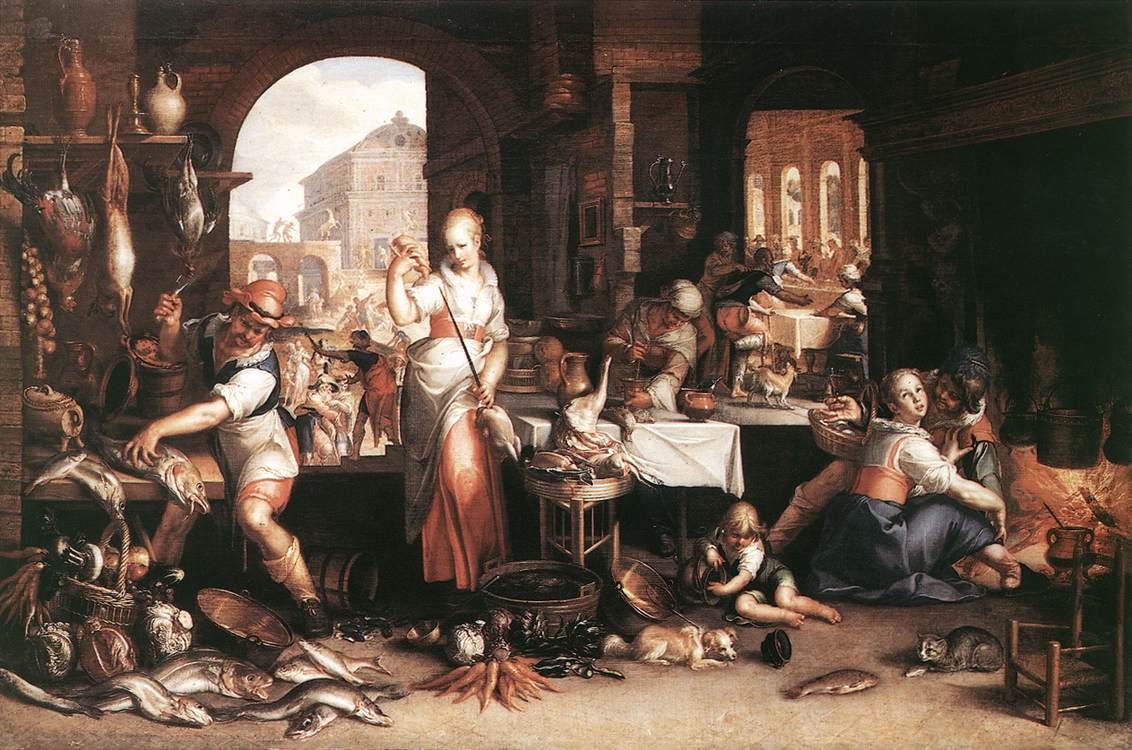
La elaborada alegoría de Joachim Wtewael se presenta como una Escena de cocina (1604) con pasajes virtuosos de bodegón.

En parte debido a que la mayor parte de sus seguidores neerlandeses sólo habían visto la obra de Spranger a través de grabados y sus dibujos más libres, su manejo más pictórico no fue adoptado, y conservaron la técnica más realista y estricta en la que se habían formado. Muchos pintores manieristas neerlandeses podía cambiar de estilo dependiendo del tema o del encargo, y siguieron produciendo retratos y escenas de género en estilos basados en las tradiciones locales al mismo tiempo que trabajaban en pinturas muy manieristas. Después de su regreso de Italia, Goltzius se movió hacia un clasicismo proto-barroco más calmado y su obra en este estilo influyó a muchos.
Joachim Wtewael que se asentó en Utrecht después de regresar de Italia en 1590, se vio más influido por los manieristas italianos que por los de Praga, y también siguió produciendo escenas de cocina y retratos junto con sus deidades desnudas. A diferencia de muchos, principalmente de su compatriota de Utrech Abraham Bloemaert, una vez que Wtewael adquirió su repertorio de estilos, nunca lo cambió hasta su muerte en 1631.

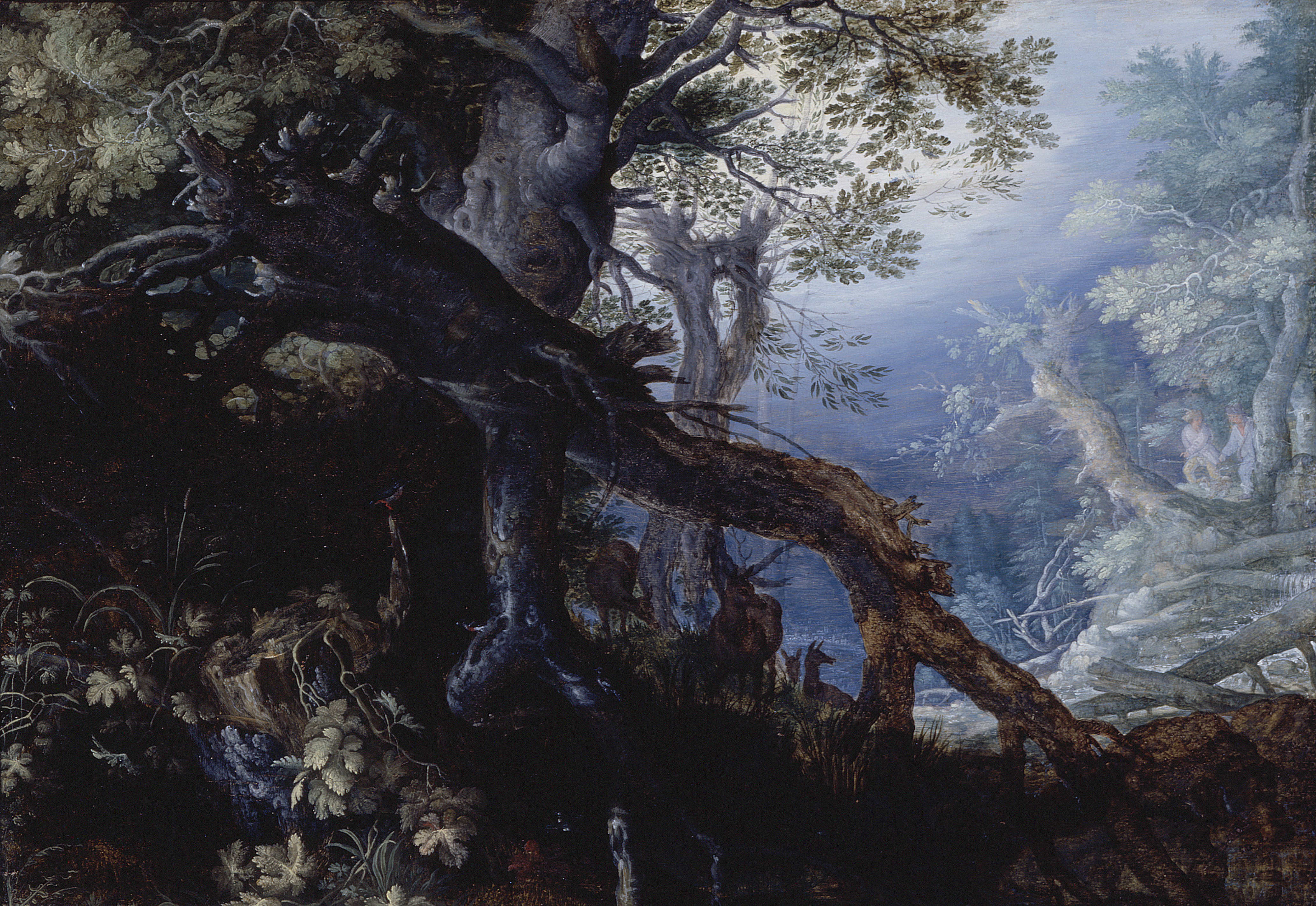
Un paisaje más atípico, pero progresista, puro, de Roelant Savery, Bosque con ciervo (1608-1610)

Para los pintores en los Países Bajos también estaba la alternativa de los estilos realistas norteños, que habían seguido desarrollándose a través de Pieter Bruegel el Viejo (m. 1567) y de otros artistas, y que en el siglo posterior iban a dominar la pintura de la Edad de Oro holandesa. A pesar de su visita a Italia, ciertamente no se puede llamar manierista a Brueghel pero justo conforme sus pinturas eran coleccionadas, con mucho interés, por Rodolfo, artistas manieristas, incluido Gillis van Coninxloo y el hijo de Bruegel le siguieron a la hora de desarrollar el paisaje como tema.
La pintura de paisajes fue reconocida como una especialidad neerlandesa en Italia, donde estaban asentados varios paisajistas septentrionales, como Paul y Mattheus Brill, y los alemanes Hans Rottenhammer y Adam Elsheimer, este último una figura importante del primer Barroco. Muchos aún pintaban panoramas neerlandeses desde un punto de vista muy alto, con pequeñas figuras que formaban un tema específico, pero Gillis van Coninxloo seguía la precedente escuela del Danubio y Albrecht Altdorfer al desarrollar el paisaje forestal puro y «en primer plano» en sus obras desde alrededor de 1600, que fue emprendido por su alumno Roelant Savery y otros. Bloemaert pintó muchos paisajes conciliando estos tipos al combinar árboles en primer plano, con figuras, y una pequeña vista distante desde arriba hacia un lado (ejemplo debajo). Los primeros paisajes de Paul Brill fueron distintivamente manieristas en su artificialidad y poblados efectos decorativos, pero tras la muerte de su hermano, gradualmente evolucionó hacia un estilo económico y realista, quizá influido por Annibale Carracci.

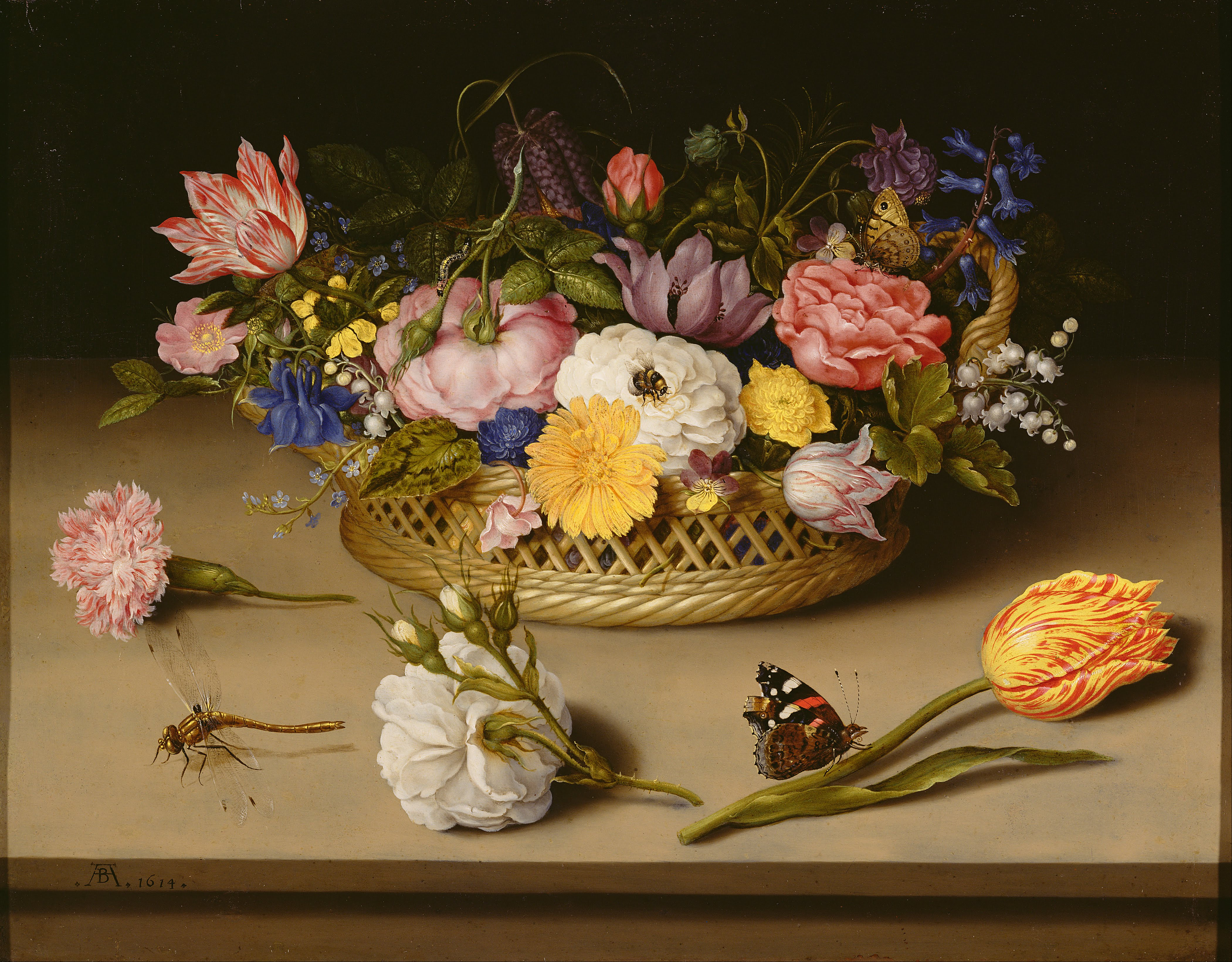
Ambrosius Bosschaert, bodegón (1614)

La pintura de bodegón, normalmente en su mayor parte flores e insectos, también surgió como género durante este período, dando un nuevo propósito a la tradición heredada de márgenes de las miniaturas neerlandesas tardías; Jan Brueghel el Viejo también pintó de estas. Semejantes sujetos apelaron tanto a patrones aristocráticos como el mercado burgués, que era más grande en los Países Bajos. Esto era especialmente así en el norte protestante, después del movimiento de poblaciones en la Revuelta, donde la demanda de obras religiosas estaba en gran medida ausente.
Se recuerda actualmente a Karel van Mander principalmente como un escritor sobre arte más que como artista. Aunque él se adhirió a la jerarquía de los géneros italiana, con la pintura de historia en lo alto, estaba más dispuesto que Vasari y otros teóricos italianos (sobre todo Miguel Ángel, quien despreciaba bruscamente las formas de arte «inferiores») a aceptar el valor de otros géneros de arte especializados, y a aceptar que muchos artistas deben especializarse en estos, si eso era donde radicaba su talento. La especialización de muchos artistas en los diversos géneros estaba bien avanzada a finales del siglo, tanto en los Países Bajos como en Praga, ejemplificados en los dos hijos de Brueghel, Jan y Pieter, aunque también era típico del período que ambos tuvieran más de una especialidad a lo largo de sus carreras. Aunque los paisajes, escenas de la vida campesina, marinas y bodegones podían comprarse al por mayor por los comerciantes, y los buenos retratos siempre eran requeridos, la demanda de pintura de historia no igualaba al potencial suministro, y muchos artistas, como Cornelius Ketel, se vieron obligados a especializarse en el retrato; «los artistas recorren este camino sin placer», según van Mander.

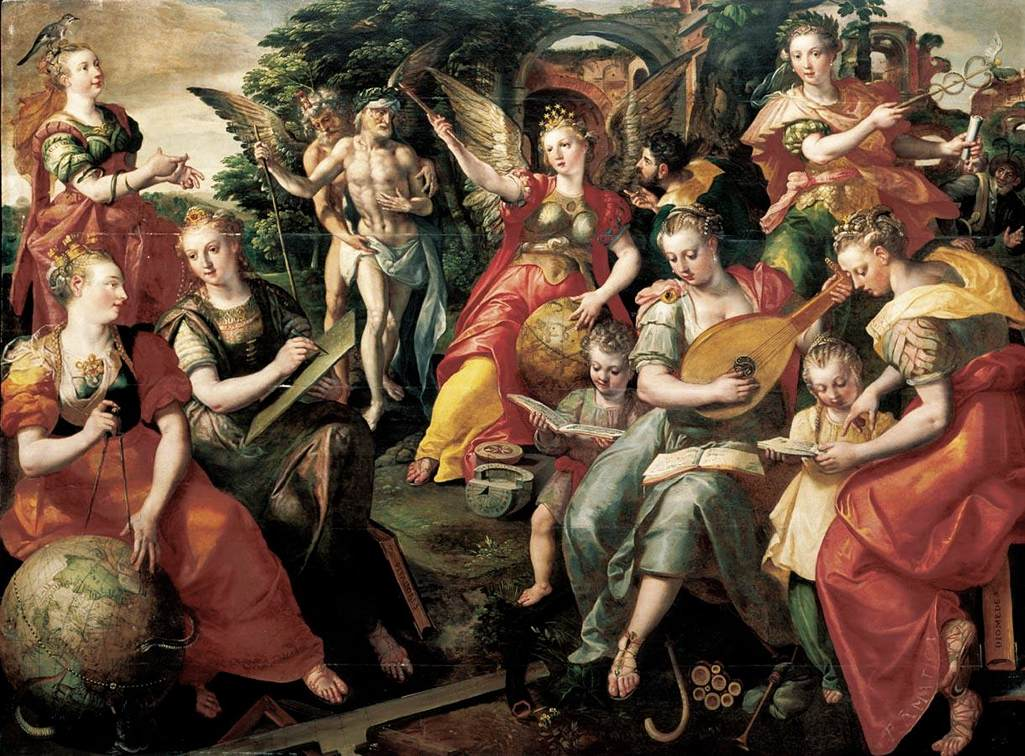
Las siete artes liberales (1590), obra de Marten de Vos.

Los pintores manieristas en las ahora provincias meridionales permanentemente separadas de Habsburgo Flandes de hecho estaban menos influidas por Praga que los de las Provincias Unidas. Tenían un acceso más fácil a Italia donde vivió Denys Calvaert desde los veinte años de edad en Bolonia, aunque vendiendo gran parte de su obra en Flandes. Tanto Marten de Vos como Otto van Veen habían viajado allí; Van Veen, quien de hecho había trabajado en la Praga de Rodolfo, era el fundador de la Guilda de los Romanistas, un club de Amberes para artistas que habían visitado Roma. Eran más conscientes de las tendencias recientes en el arte italiano, y la emergencia del estilo barroco, que en las manos del alumno de Van Veen desde 1594-1598, Rubens, pronto predominarían sobre el arte flamenco. En las obras religiosas, los artistas flamencos estaban también sometidos a los decretos del Concilio de Trento, lo que llevó a una reacción contra los más extremados virtuosismos del manierismo y de un estilo más monumental semejante a la maniera grande italiana. En los retablos de De Vos, por ejemplo, «un templado manierismo se combina con una preferencia por lo narrativo que siguen la línea con la tradición neerlandesa».
En Flandes, aunque no en las Provincias Unidas, las muestras más provisionales por las entradas reales proporcionaban oportunidades ocasionales para exhibiciones públicas lujosas de estilo manierista. Los libros de festividades documentan las entradas en Amberes de príncipes franceses y archiduques Habsburgo.

## Divulgación a través de láminas y libros

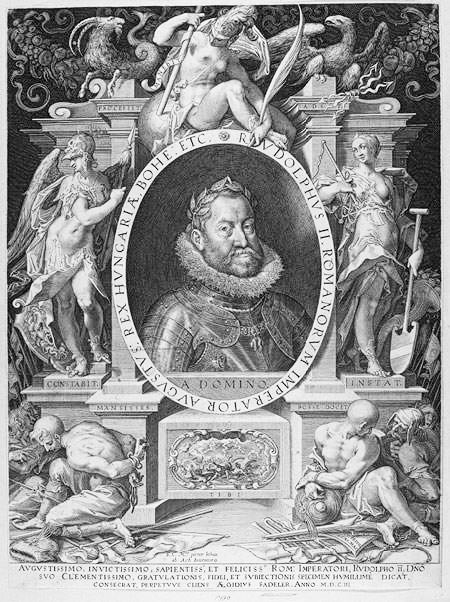
Grabado de Rodolfo II por Aegidius Sadeler II (1603).

La importancia de los grabados como medio para difundir el estilo manierista ya ha sido mencionada; el manierismo septentrional «era un estilo que que iba él mismo hacia el grabado, e inspiró la producción de una sucesión de obras maestras del arte del grabado». Goltzius era ya el más célebre grabador de los Países Bajos cuando estalló el virus manierista y a pesar de los problemas de la guerra él y otros grabadores neerlandeses estuvieron relacionados con la bien engrasada maquinaria de distribución por toda Europa que se había ido construyendo a lo largo de los cincuenta años precedentes, centrado originariamente en Amberes.
No se puede decir lo mismo de los grabados de Fontainebleau, y los grabados que se hicieron allí (inusualmente para el período, todos en aguafuerte) eran técnicamente bastante bastos, producidos en pequeña escala, y muy influyentes en Francia. Se hicieron durante un intenso período de actividad aproximadamente desde 1542 hasta 1548. Los realizados en París fueron grabados y de una calidad más alta; producidos entre alrededor de 1540 y hasta hacia 1580, tuvieron una distribución más amplia. Muchos de los grabados de Fontainebleau se hicieron aparentemente de diseños dibujados para las decoraciones del palacio, y consistían principalmente o enteramente de marcos o cartouches ornamentales, aunque tal era la escala de Fontainebleau que podían contener varias figuras a tamaño real. Las variaciones entre los marcos elaborados, como si fueran de pergamino enrollado, perforado y cortado, se agotaron en esquemas decorativos que enmarcaban pequeñas páginas de título grabados y mobiliario tallado y con incrustaciones hasta el siglo XVII.
El ornamento grabado manierista en un sentido en cierto modo más amplio de la palabra, era un buen negocio, más fácil de producir que la arriesgada aplicación de un estilo extremadamente manierista a composiciones de grandes figuras, y se habían divulgado por Europa como avanzadilla de la pintura en la forma de marcos a láminas de retratos, frontispicios de libros, pues como los elaborados adornos sobre la puerta y chimeneas de arquitectura manierista libros de decoraciones para artistas y artesanos, y libros de emblemas. A partir de estos y obras en su propio medio, orfebres, marcos y constructores de muebles, y trabajadores en muchas otras artes desarrollaron el vocabulario de la decoración manierista. El libro Arquitectura, de Wendel Dietterlin (1593-1594) producido en las aguas relativamente estancadas de Estrasburgo era la aplicación más extrema del estilo a la decoración arquitectónica.

## En las artes decorativas

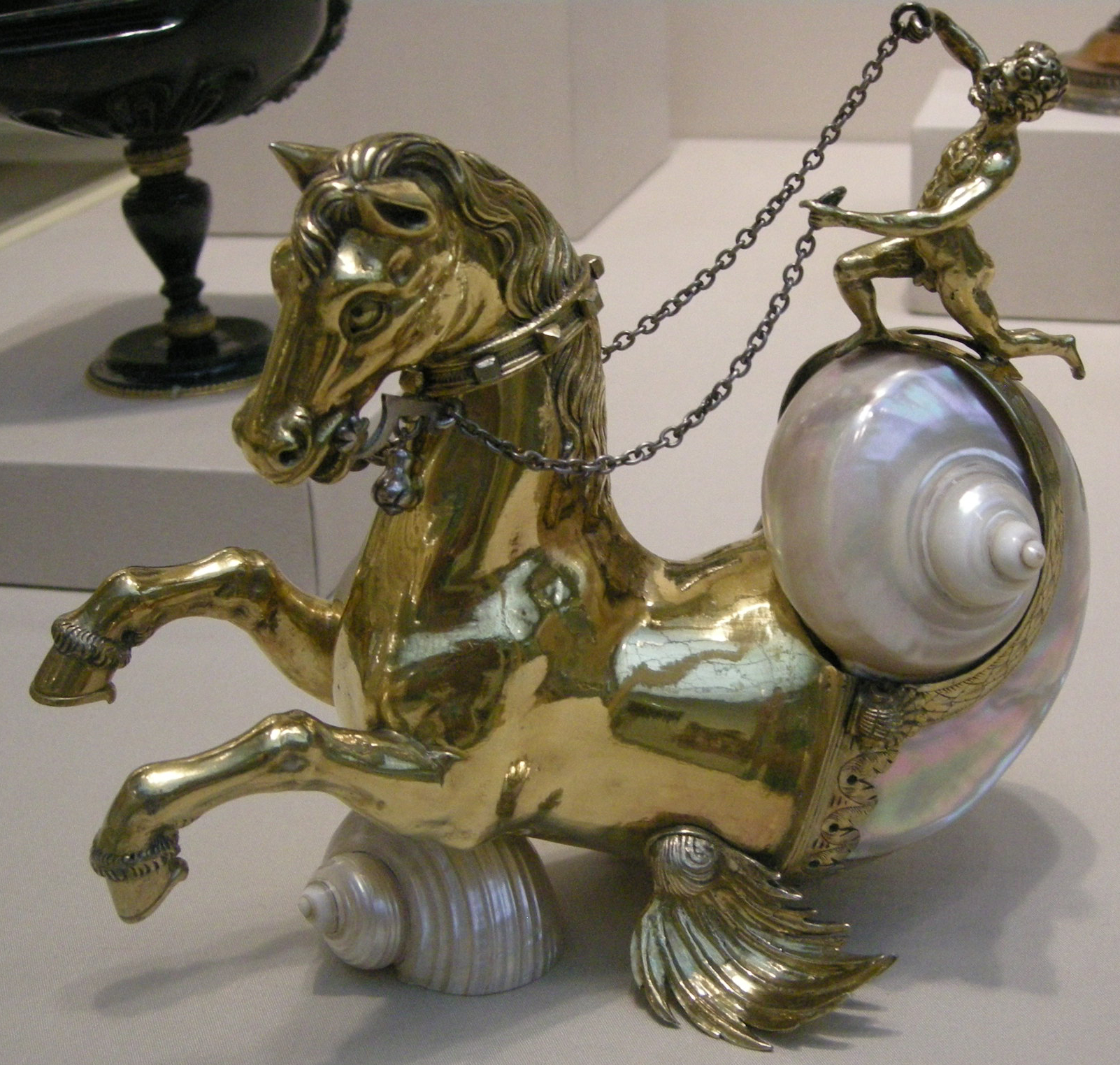
Taza poco útil en forma de caballito de mar (presumiblemente la cabeza se saca), Leipzig 1590.

El ingenio visual y sofisticación del manierismo en manos septentrionales, que hizo de él un estilo eminentemente cortesano, encontraron vehículos naturales en la obra del orfebre, acentuado por las gemas y esmaltes de colores, en que las perlas desparejadas llamadas «barrocas» podían formar torsos animales y naturales, tanto como joyería para el adorno personal y en objetos hechos para las Wunderkammer. Jarras y vasos adoptaban formas fantásticas, como hizo copas en pie con ónice y boles de ágata, y saleros elaborados como los Saliera de Benvenuto Cellini, la cumbre de la orfebrería manierista, completado en 1543 para Francisco I y más tarde entregados al tío de Rodolfo, otro gran coleccionista. Wenzel Jamnitzer y su hijo Hans los orfebres a una serie de sacros emperadores romanos, incluyendo a Rodolfo, no fueron superados en el norte. Los plateros hicieron copas cubiertas y jarras y platos ricamente labrados, estrictamente para presumir, quizá incorporando las grandes conchas marinas que ahora se traían de los trópicos, que eran «apreciadas como un arte producido por la naturaleza». En los Países Bajos una «estilo auricular» excepcionalmente anamórfico que empleaba motivos cartilaginosos retorcidos y anti-arquitectónicos fue desarrollado por la familia de plateros van Vianen.

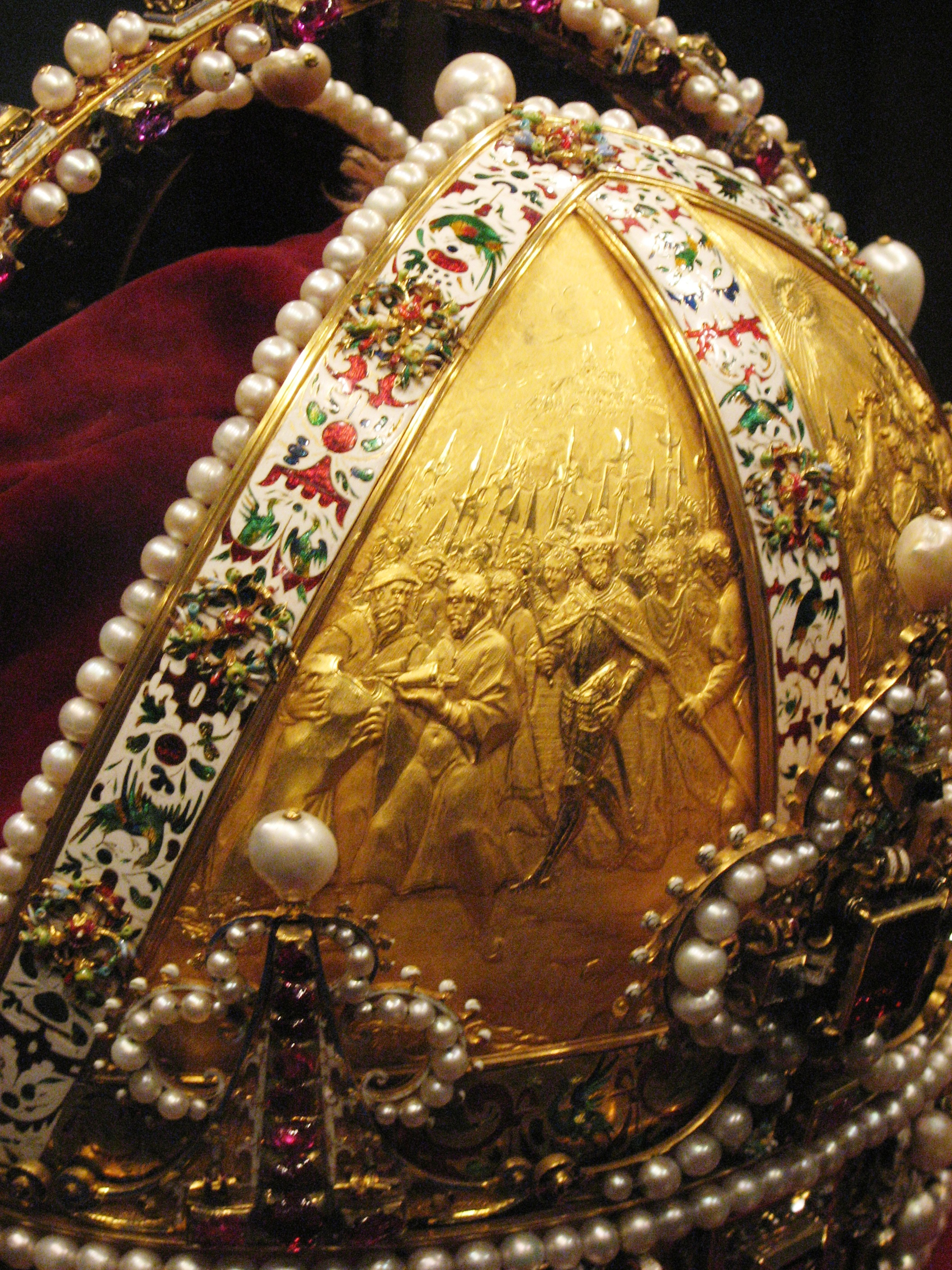
Detalle de la corona imperial de Rodolfo, oro, esmalte y joyas. Praga, 1602.

Aunque los escultores manieristas produjeron bronces a tamaño natural, siendo el grueso de su producción la edición de pequeños bronces, a menudo versiones reducidas de grandes composiciones, que se pretendía que fuesen apreciados para sostenerlos y darlos vueltas en las manos, donde lo mejor «da un estímulo estético de esa clase involuntaria que a veces proviene de escuchar la música». Pequeños paneles en bajo relieve en bronce, a menudo dorados, se usaban en varias ambientaciones, como en la corona de Rodolfo

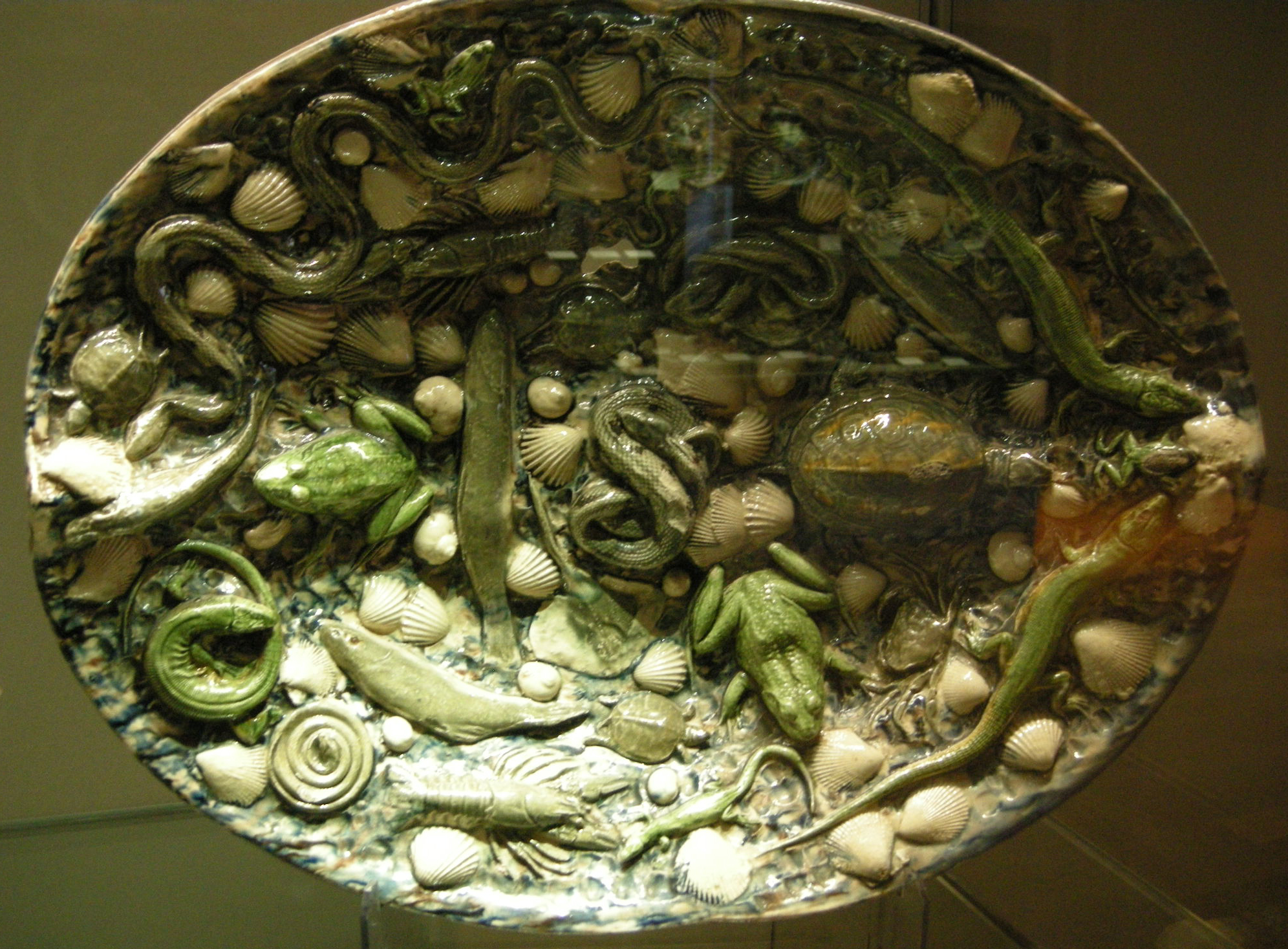
Plato de vajilla rústica atribuida a Bernard Palissy, París.

Esfinges femeninas con cuellos extravagantemente alargado y prominentes pechos sostienen un gabinete burgundio de castaño en la Colección Frick, NUeva York; pronto Amberes hicieron una especialidad de los gabinetes ricamente tallados y chapados con incrustaciones de caparazón de tortuga, ébano, y marfil, con interiores arquitectónicos, que mostraban múltiples reflejos en espacios fingidos. En Inglaterra los excesos manieristas del mobiliario jacobeo se expresaron en piernas extremadas que se volvieron a imitar copas apiladas. Se llamó a los pintores para diseñar los cartones en estilo manierista para los talleres de tapicería de Bruselas y París, y composiciones pictóricas en gusto manierista aparecieron en esmalte de Limoges también. Arabescos, guirnaldas y festones de frutas se empleaban en un vocabulario ornamental que descendía de los márgenes de manuscritos iluminados góticos y antiguos ornamentos romanos en grotescos.
En Francia, la cerámica de Saint-Porchaire de formas manieristas y decoración se produjo en cantidades limitadas para una clientela aficionada a la moda restringida de los años 1520 a 1540, mientras que las pobladas y desconcertantes composiciones semejantes a la vida de serpientes y sapos caracterizan los platos de vajilla pintada de Bernard Palissy. Como los Jamnitzer de vez en cuando, Palissy hizo moldes de pequeñas criaturas auténticas y plantas para aplicar a sus creaciones.

## Manierismo nórdico, política y religión

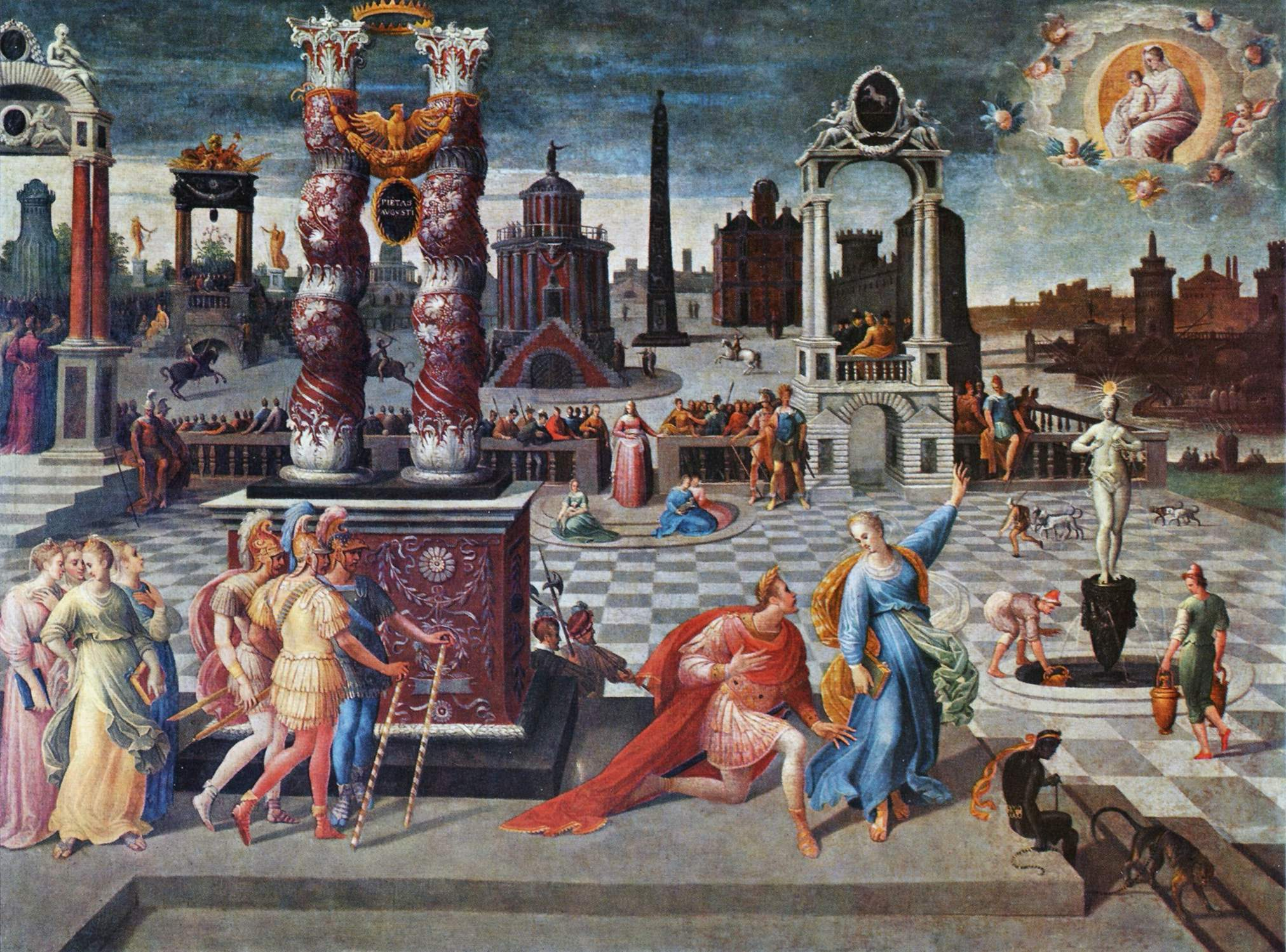
Augusto y la Sibila Tiburtina (c. 1580), obra de Antoine Caron.

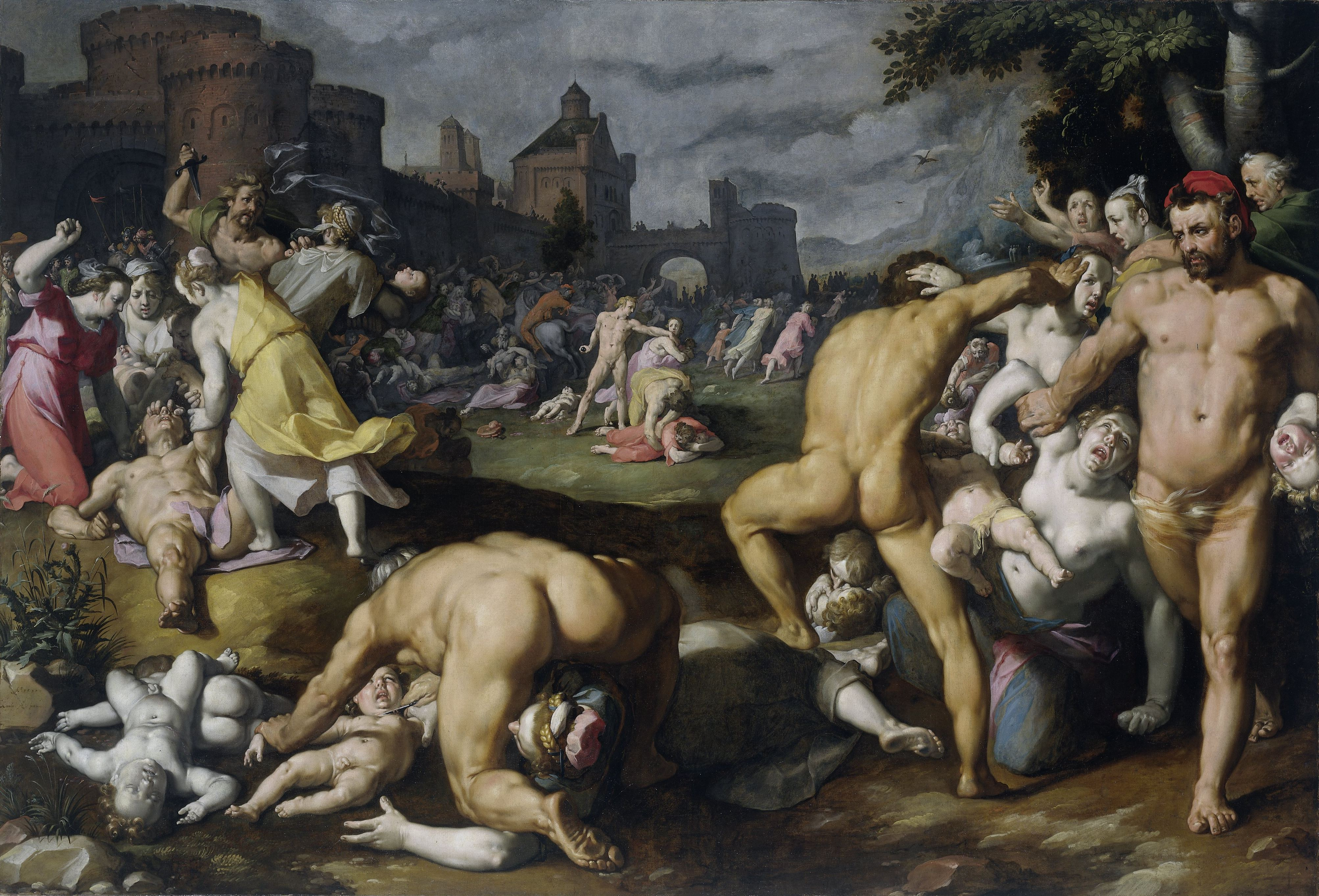
Cornelis van Haarlem, Matanza de los Inocentes (1590).

La Europa septentrional del siglo XVI, y especialmente aquellas regiones durante el manierismo era más fuerte, se vio afectada por agitaciones masivas incluyendo la Reforma protestante, la Contrarreforma las guerras de religión en Francia y la Revuelta holandesa. La relación entre el manierismo, la religión y la política fue siempre muy compleja. Aunque se produjeron obras religiosas, el arte manierista nórdico despreció los temas religiosos y cuando los trató fue normalmente contra el espíritu tanto de la Contrarreforma de un intento de controlar el arte católico y los puntos de vista protestantes sobre la imaginería religiosa.
En el caso de la Praga de Rodolfo y del arte francés después de mediados de siglo, el arte manierista secular y mitológico parece haber sido parcialmente un intento deliberado de producir un arte que atrajera por encima de divisiones polítricas y religiosas. Al mismo tiempo, el manierismo más extremo fue normalmente un estilo cortesano, a menudo usado para propaganda de la monarquía, y se arriesgó a quedar desacreditado al asociarse con gobernantes impopulares. Mientras la genuina tolerancia de Rodolfo parece haber evitado esto en Alemania y Bohemia, a finales de siglo el manierismo se había asociado con los protestantes calvinistas y otros patriotas de Francia y los Países Bajos con sus impopulares gobernantes católicos.
Ciertas obras manieristas parecen hacerse eco de la violencia de la época, pero visten ropas clásicas. Antoine Caron pintó el infrecuente tema de Masacros bajo el Triunvirato (1562, Louvre) durante las Guerras de Religión, cuando las masacres eran un acontecimiento frecuente, sobre todo en el día de San Bartolomé de 1572, seis años después de la pintura. Según el historiador del arte Anthony Blunt Caron produjo «lo que es quizá el tipo más puro conocido de manierismo en su forma elegante, apropiado para una sociedad aristocrática exquisita pero neurótica». Sus cartones para los Tapices Valois que se remontan a la triunfalista serie de tapices sobre la Historia de Escipión diseñada para Francisco I por Giulio Romano, eran un ejercicio de propaganda en pro de la monarquía Valois, que enfatizaba el esplendor cortesano en la época de su amenazada destrucción a través de la guerra civil. La única pintura que queda de Jean Cousin el Joven, El juicio final, también se refiere a la guerra civil, traicionando un «gusto típicamente manierista por la miniaturización». Pequeños seres desnudos «se arrastran sobre la tierra como gusanos», mientras que Dios mira hacia abajo, juzgando desde arriba.
La Matanza de los inocentes (1590, Rijksmuseum) de Cornelis van Haarlem, más barroca que manierista, puede implicar los recuerdos de juventud de las matanzas (de hecho sólo de la guarnición) tras el Asedio de Haarlem en 1572-1573, que él vivió. La versión completamente no manierista de Brueghel del mismo tema fue adquirida por Rodolfo, que hizo que alguien cambiase a muchos de los niños masacrados a gansos, terneros, quesos y otros despojos menos perturbadores. En general, la pintura manierista enfatiza la paz y la armonía, y menos a menudo elige temas de batalla frente al Alto Renacimiento o el Barroco.
Otro tema popularizado por Brueghel San Juan rezando en el desierto, fue tratado con estilo manierista por diversos artistas, como un tema para un paisaje exuberante. Pero para los protestantes holandeses, el tema recordaba los años antes y durante la Revuelta, cuando se vieron obligados a congregarse para los servicios religiosos en el campo abierto fuera de las ciudades controladas por los españoles.

## Otros florecimientos

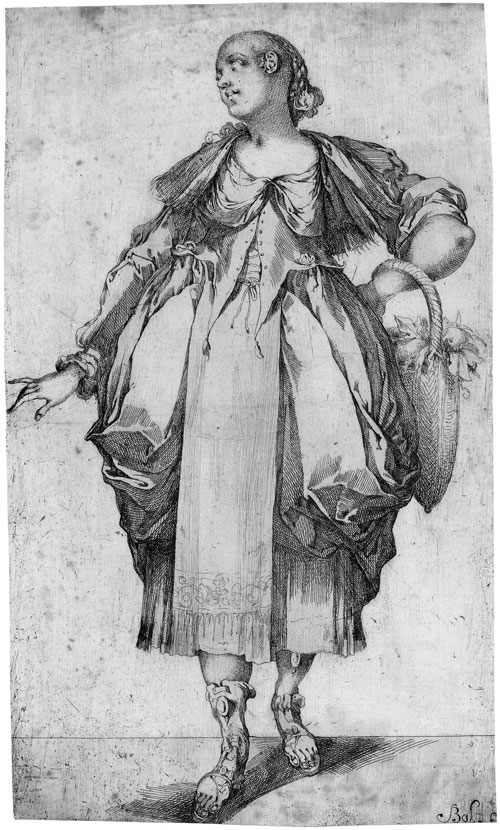
Grabado de Jacques Bellange, Jardinero con cesto (c. 1612).

Enrique VIII de Inglaterra, para trabajar en su nuevo palacio de Nonsuch e incitado en emular Fontainebleau, importó su propio, aunque bastante menos estelar, equipo de artistas italianos y franceses. Fue decorado desde alrededor del año 1541 y también se basó en gran medida en los estucos. Pero Enrique murió antes de que se completara y una década más tarde fue vendido por su hija María sin ni siquiera haber tenido mayor uso por la corte. El palacio fue destruido antes de 1700 y sólo pequeños fragmentos de las obra asociados con él han sobrevivido, así como una ligera influencia detectable en el arte inglés posterior, por ejemplo en los grandes pero poco sofisticados estucos en la casa de campo de Hardwick Hall.
El miniaturista de retratos Isaac Oliver muestra una tentativa influencia del manierismo tardío, que también parece en algunos pintores de retratos inmigrantes, como William Scrots, pero en general Inglaterra era uno de los países menos afectados por el movimiento salvo en lo referente a los adornos.
Aunque el manierismo nórdico logró un gran estilo paisajístico el retratismo permaneció sin equivalentes nórdicos a Bronzino o Parmigianino salvo el notable y algo inocente Retratística de Isabel I es considerada como tal.
Uno de los últimos florecimientos del manierismo nórdico se produjo en el ducado de Lorena, cuyo pintor de corte Jacques Bellange (ca .1575-1616) se conoce hoy solo por sus extraordinarios grabados, aunque también era un pintor. Su estilo deriva del manierismo neerlandés, aunque su técnica de los grabadores italianos, especialmente de Barocci y Ventura Salimbeni. Inusualmente, sus temas eran principalmente religiosos, y aunque los trajes eran a menudo extravagantes, sugieren un intenso sentimiento religioso por su parte.

## Artistas

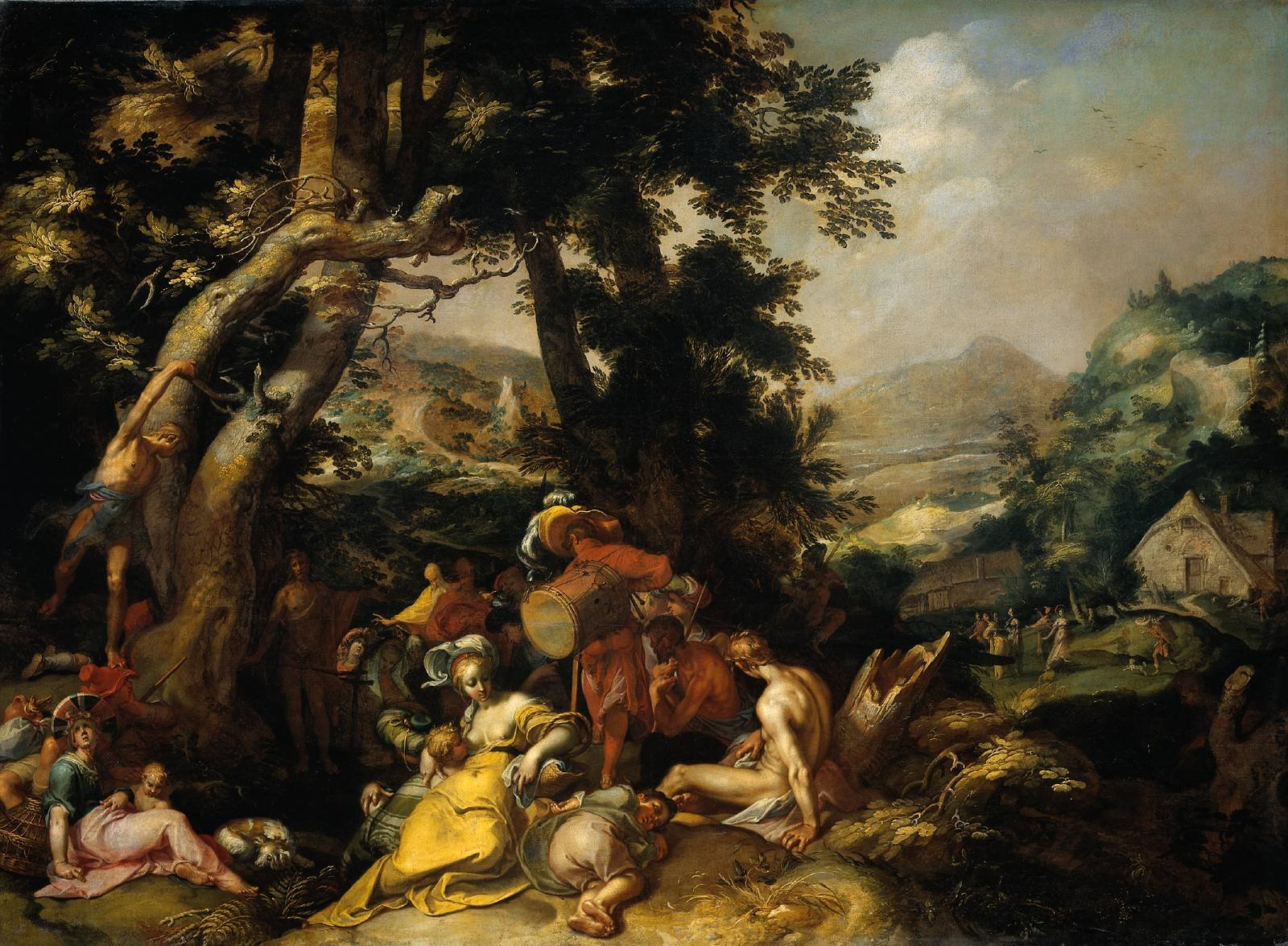
Abraham Bloemaert, Paisaje con San Juan rezando en el desierto

- Artistas franceses influidos por la primera Escuela de Fontainebleau:
  - Jean Cousin el Viejo (1500-c. 1590);
  - Jean Goujon (c. 1510-después de 1572) escultor y arquitecto;
  - Juste de Juste (c. 1505 - c. 1559) - escultor y grabador;
  - Antoine Caron (1521-1599).

- Artistas de la tradición francesa posterior:
  - Germain Pilon (c. 1537-1590), escultor;
  - Androuet du Cerceau, familia de arquitectos; Jacques I introdujo la decoración manierista;
  - Jean Cousin el Joven (c. 1522-1595), pintor;
  - Toussaint Dubreuil (c. 1561-1602), segunda escuela de Fontainebleau.

- Artistas que trabajaron para Rodolfo:
  - Giambologna (1529-1608), escultor flamenco con sede en Florencia;
  - Adriaen de Vries (1556-1626), escultor flamenco, alumno de Giambologna, quien marchó a Praga;
  - Bartholomeus Spranger (1546-1611), pintor flamenco, principal pintor de Rodolfo;
  - Hans von Aachen (1552-1615), alemán, temas mitológicos y retratos de Rodolfo;
  - Joseph Heintz el Viejo (1564-1609), alumno suizo de Hans von Aachen;
  - Paul van Vianen, platero y artista holandés;
  - Aegidius Sadeler, principalmente un grabador;
  - Wenzel Jamnitzer (1507/08-1585), y su hijo Hans II y nieto Christof, orfebres alemanes;
  - Joris Hoefnagel, especialmente miniaturas de historia natural;
  - Roelant Savery, paisajes con animales y bodegones;

- En los Países Bajos:

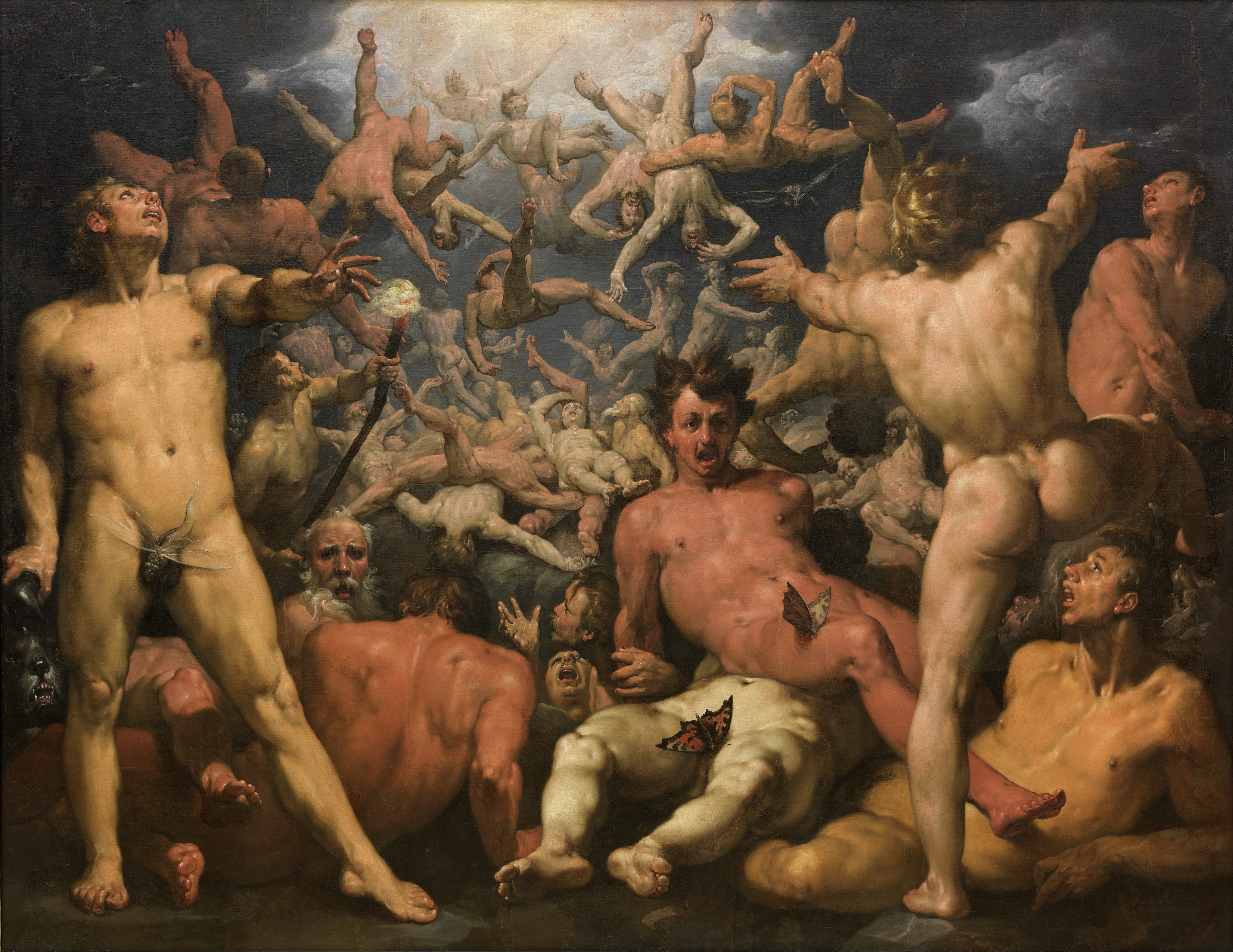
Cornelis van Haarlem, Caída de los Titanes (1588)

  - Hendrick met de Bles, (1510-1555/60), paisajista, antes que otros;
  - Karel van Mander, hoy más conocido como biógrafo de artistas holandeses;
  - Hendrick Goltzius (1558-1617), el grabador más destacado de la época, y luego un pintor de estilo menos manierista;
  - Cornelis van Haarlem (1562-1651)
  - Joachim Wtewael (1566-1638)
  - Jan Saenredam, principalmente un grabador;
  - Jacob de Gheyn II, principalmente un grabador;
  - Abraham Bloemaert (1566-1651), en la primera parte de su carrera;
  - Hans Vredeman de Vries (1527 - c. 1607), arquitecto, diseñador de adornos, que escribió sobre diseño de jardines.

- Artistas flamencos:
  - Denys Calvaert, trabajó principalmente en Italia, en un estilo en gran medida italiano;
  - Paul y Mattheus Brill, principalmente paisajes;
  - Marten de Vos, fundador de la Guilda de los Romanistas;
  - Otto van Veen, (1556-1629).

- Artistas que trabajaron en otros lugares:
  - Hans Rottenhammer (1564-1625), paisajista de Múnich que pasó varios años en Italia;
  - Wendel Dietterlin (c. 1550-1599), pintor alemán, más conocido por su libro sobre decoración arquitectónica;
  - Jacques Bellange (c. 1575-1616), pintor de corte en Lorena, cuya obra sólo sobrevive a través de grabados.